# Киндль, Вольфганг
Во́льфганг Киндль (нем. Wolfgang Kindl; род. 18 апреля 1988, Инсбрук) — австрийский саночник, двукратный серебряный призёр Олимпийских игр 2022 года (в одиночках и эстафете),трёхкратный чемпион мира, трёхкратный чемпион Европы. Выступает как на одноместных санях, так и в двойках вместе с Томасом Штоем. Один из немногих саночников, кто был призёром чемпионатов мира как на одноместных, так и двухместных санях.

## Биография
Вольфганг Киндль родился 18 апреля 1988 года в городе Инсбрук, земля Тироль. Активно заниматься санным спортом начал в возрасте одиннадцати лет, после школы пошёл служить в армию, где продолжил тренировки. На Кубке мира дебютировал в сезоне 2006/07, финишировал 23-м на этапе в итальянской Чезане. В общем зачёте, тем не менее, оказался лишь на 43-й позиции. В следующем году результаты австрийца заметно улучшились, он принял участие во всех кубковых заездах сезона и занял в мировом рейтинге саночников 19-ю строчку. В 2008 году сенсационно одержал победу на молодёжном чемпионате мира в американском Лейк-Плэсиде, обогнав даже знаменитого немца Феликса Лоха.
Благодаря череде удачных выступлений Киндль удостоился права защищать честь страны на Олимпийских играх 2010 года в Ванкувере, где финишировал девятым. Завершил сезон успешным выступлением на чемпионате Европы в латвийской Сигулде, завоевав серебряные медали сразу в двух дисциплинах: одноместных санях и командных состязаниях. В 2011 году не чемпионате мира в Чезане сумел подняться до восьмой позиции, и до сих пор это лучший его результат на взрослых мировых первенствах.
В 2014 году Киндль побывал на Олимпийских играх в Сочи, где финишировал девятым в мужской одиночной программе и стал седьмым в смешанной эстафете.
В 2017 году на домашнем чемпионате мира Вольфганг впервые стал чемпионом мира, выиграв личные соревнования, а через два дня австриец стал двукратным победителем мирового первенства, повторив успешный результат в спринте.
На Олимпийских играх 2022 года в Пекине Киндль во второй день соревнований 6 февраля завоевал серебро в одиночках. 10 февраля завоевал серебро в эстафете в составе сборной Австрии. В одиночках и Киндль, и Мадлен Эгле прошли трассу чуть быстрее основных конкурентов из сборной Германии, но в мужских двойках немцы Тобиас Вендль и Тобиас Арльт сумели отыграть отставание, в итоге Германия опередила Австрию в борьбе за золото всего на 0,080 сек.
На чемпионате мира 2025 года в Канаде, Вольфганг в новой дисциплине — парный микст, в составе австрийской команды, завоевал золотую медаль, а в эстафете серебряную. 

### Результаты на Олимпийских играх
| Олимпийские игры | Одиночки | Эстафета |
| ---------------- | -------- | -------- |
| 2010 Ванкувер    | 9        | н/д      |
| 2014 Сочи        | 9        | 7        |
| 2018 Пхёнчхан    | 9        | —        |
| 2022 Пекин       | 2        | 2        |